# Ligny-en-Barrois
Ligny-en-Barrois is een gemeente in het Franse departement Meuse (regio Grand Est). De gemeente telde 3.696 inwoners op 1 januari 2022. De plaats maakt deel uit van het arrondissement Bar-le-Duc en van de Communauté d'Agglomération Bar-le-Duc Sud Meuse, een samenwerkingsverband tussen 33 gemeenten.

## Geschiedenis
De plaats werd voor het eerst vermeld in 962 maar ontwikkelde zich pas echt in de 11e of 12e eeuw rond een feodaal kasteel. Ligny was een graafschap dat eerst afhing van de graven van Champagne en daarna van de hertogen van Bar. Vervolgens en dit tot 1719 was het een bezit van de graaf van Luxemburg.
Ligny had twee omwallingen, rond het kasteel en rond de stad, die van elkaar gescheiden waren door een slotgracht. De Porte Bocquet vormde met haar ophaalbruggen een verbinding tussen de twee. In 1544 werd de stad belegerd en ingenomen door het leger van keizer Karel V. De volgende jaren, tot haar dood in 1591, leidde Margaretha van Savoie de wederopbouw van de stad. Zij was de weduwe van graaf Anton II van Ligny. Er kwamen een hospitaal, een college en nieuwe kloosters. In de 18e eeuw volgde een grote stadsvernieuwing. Het kasteel van Ligny werd afgebroken en een grote laan, de Rue de Strasbourg, werd aangelegd.
In de 19e eeuw werd Ligny-en-Barrois een industriestad. In de tweede helft van de 20e eeuw kwam er hoogbouw in de gemeente.

## Geografie
De oppervlakte van Ligny-en-Barrois bedroeg op 1 januari 2022 32,26 vierkante kilometer; de bevolkingsdichtheid was toen 114,6 inwoners per km².
De Ornain stroomt door de gemeente.
De onderstaande kaart toont de ligging van Ligny-en-Barrois met de belangrijkste infrastructuur en aangrenzende gemeenten.

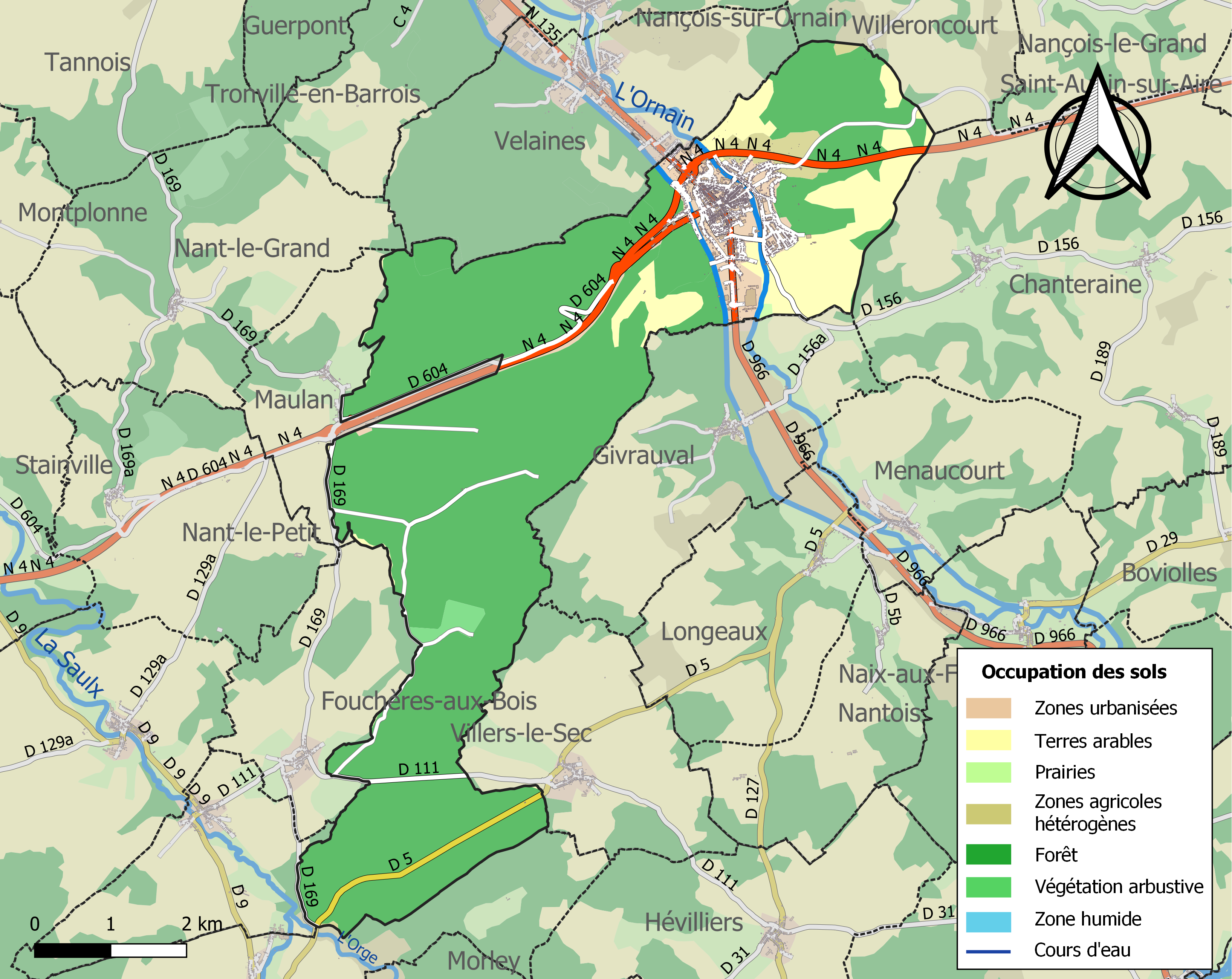

## Demografie
Onderstaande figuur toont het verloop van het inwonertal.

## Bezienswaardigheden

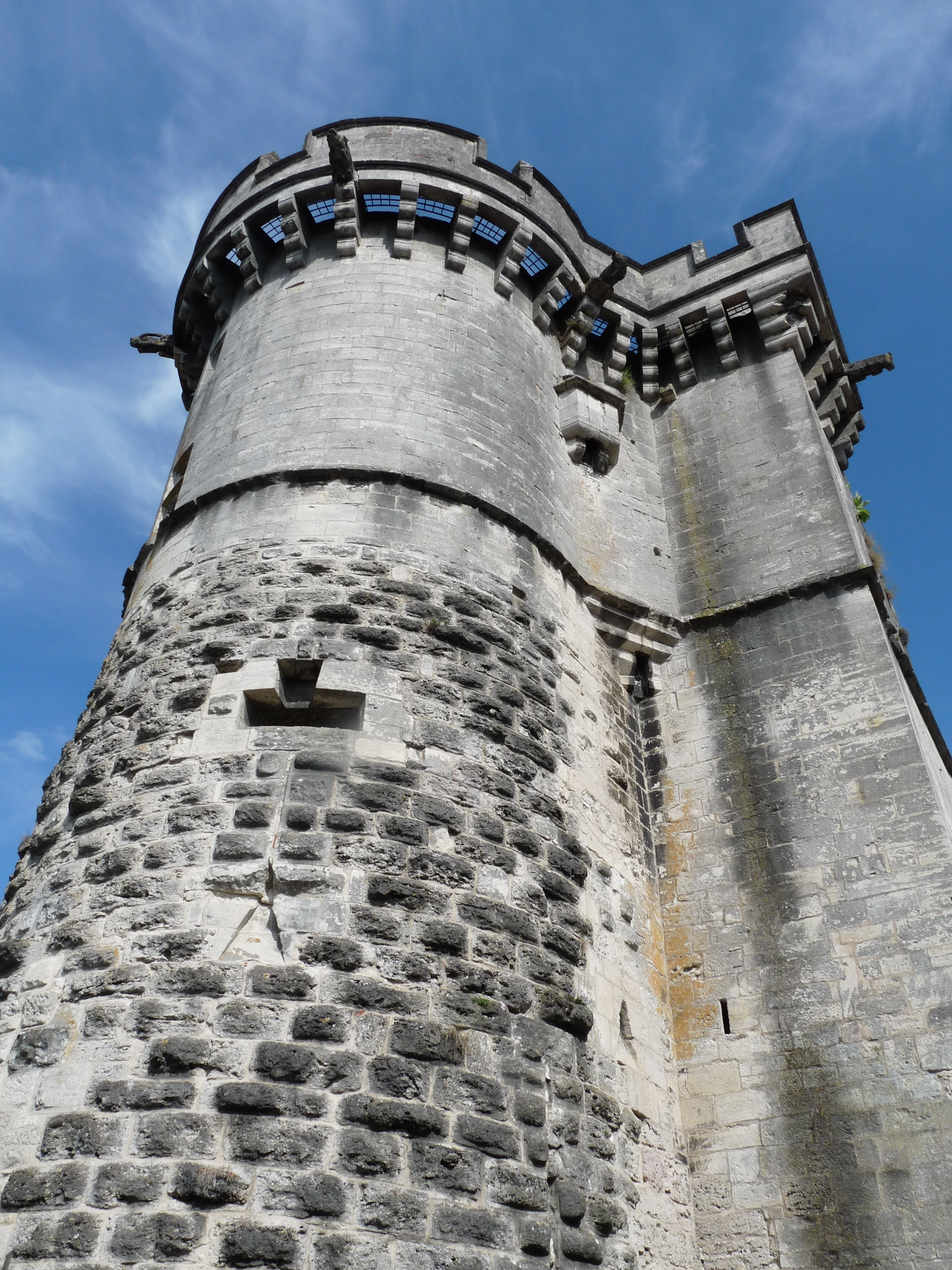
De Tour Valéran, genoemd naar Walram III van Luxemburg-Ligny

De kerk Notre-Dame-des-Vertus verving een eerdere, 10e-eeuwse kerk gewijd aan Sint-Maarten, die vernield werd in 1544. De nieuwe kerk werd gebouwd in het midden van de 16e eeuw in gotische stijl. In de 17e eeuw kreeg de kerk aan de noord- en aan de zuidzijde barokke zijportalen. In de 19e eeuw kwamen nieuwe toevoegingen zoals de klokkentoren en het hoofdportaal.
In de 18e eeuw onderging de stad een grote gedaanteverandering en zo heeft het stadscentrum een eenvormig, 18e-eeuws uiterlijk. Een overblijfsel van de stadsomwallingen is de Tour Valéran (oudste delen uit de 12e eeuw). Het gemeentelijk park ontstond in de 15e eeuw als privé-park. Het kwam in 1794 in bezit van de gemeente en werd opnieuw aangelegd in de 19e eeuw. Het park ligt deels aan de Ornain en bezit een oorlogsmonument en twee allegorische standbeelden die Antropologie en Chemie voorstellen.

## Geboren
- Peter van Luxemburg (1369-1387), kardinaal
- Pierre Barrois (1774-1860), generaal